# Kra (groupe)
Pour les articles homonymes, voir Kra.
Kra est un groupe japonais d'Oshare kei composé de 4 membres.

## Membres
- Keiyu (景夕?), chant et piano.
- Taizo (タイゾ?), guitare.
- Yuura (結良?), basse.
- Yasuno (靖乃?), batterie.

### Ancien membre
- Mai (舞?), guitare.

## Discographie

### Albums
- 2002: Boku to no Himitsu
- 2003: Kimi ni Shitsumon!
- 2005: Shiki tabi no samposha
- 2005: ACID Märchen
- 2006: Hoshizora Ressha no Kiteki wo Kikinagara
- 2006: Krabian Night
- 2007: dhar.ma
- 2007: Creatures
- 2008: Escape
- 2009: Life ~Today is a very good day to Die~
- 2010: GURICO
- 2011: Naro & Torte
- 2013: Joker's Kingdom

### Singles
- 2002: Brise
- 2003: Circus Shonen
- 2004: Kuu
- 2005: Yaneura no Kanrinin
- 2005: Brahman
- 2006: Heart Balance
- 2006: artman
- 2008: Yell
- 2008: Amaoto wa Chopin no shirabe
- 2008: Struggle against betrayal
- 2009: Love Lab
- 2009: bird
- 2010: Dennoo Imagination
- 2011: Fushigi na Sekai kara no Shoutaijou
- 2012: Honne
- 2012: Kakusei Distortion